# NGC 3753
NGC 3753 é uma galáxia espiral (Sab) localizada na direcção da constelação de Leo. Possui uma declinação de +21° 58' 53" e uma ascensão recta de 11 horas, 37 minutos e 53,8 segundos.
A galáxia NGC 3753 foi descoberta em 9 de Fevereiro de 1874 por Ralph Copeland.